# Fernando D'Amico
Pour les articles homonymes, voir D'Amico.
Fernando Osvaldo D'Amico est un footballeur professionnel argentin né le 10 février 1975 à Buenos Aires (Argentine). Il évoluait au poste de milieu défensif.
D'Amico a un frère jumeau, Patricio, qui a également été footballeur professionnel.

## Biographie
Fernando D'Amico commence sa carrière au Club Atlético All Boys. Il joue ensuite à Huracán Corrientes et à Quilmes. 
En 1998, il rejoint l'Europe en s'engageant avec le club espagnol du CD Badajoz. Il est ensuite transféré en France, en évoluant successivement à Lille puis au Mans. Sous les ordres de Vahid Halilhodžić, il fait partie de l'équipe du LOSC qui passe de la Division 2 à la Ligue des Champions en l'espace de deux saisons. 
En janvier 2005, il retourne en Espagne, en signant un contrat avec le club de Pontevedra. Après un bref passage en Grèce, à l'Ethnikós Le Pirée, il joue à Extremadura puis il est de retour à Badajoz, club où il termine sa carrière.
Fernando est défini comme un milieu de terrain hargneux ne remâchant jamais ses efforts, preuve en est son taux de carton par match qui est celui le plus élevé du LOSC.
Après avoir pris sa retraite sportive, il reste à Badajoz d'où est originaire son épouse. Il lance sa reconversion en créant une école de foot et une entreprise de management de joueurs. En 2016, Il publie un album de bande-dessinée sur le football dont le titre est Happy Futbol(Happy Foot dans son édition française). Fernando reste cependant proche du LOSC dont il est un fervent supporter. Durant sa carrière certains joueurs le décrivait comme élément centrale de "l'esprit losciste".
Il crée la saga Game Fubtol en 2020 et met à profit sa formation en coaching et en intelligence émotionnelle pour transmettre ces notions aux enfants.

## Statistiques
| Saison                | Club                  | Championnat           | Championnat | Championnat | Coupe nationale | Coupe nationale | Coupe de la Ligue | Coupe de la Ligue | Compétition(s) continentale(s) | Compétition(s) continentale(s) | Compétition(s) continentale(s) | Total | Total |
| Saison                | Club                  | Division              | M.          | B.          | M.              | B.              | M.                | B.                | Comp.                          | M.                             | B.                             | M.    | B.    |
| 1995-1996             | Huracán Corrientes    | B Nacional            | -           | -           | -               | -               | -                 | -                 | -                              | -                              | -                              | 0     | 0     |
| 1996-1997             | Huracán Corrientes    | Primera División      | 27          | -           | -               | -               | -                 | -                 | -                              | -                              | -                              | 27    | 0     |
| 1997-1998             | Quilmes               | B Nacional            | -           | -           | -               | -               | -                 | -                 | -                              | -                              | -                              | 0     | 0     |
| 1998-1999             | Badajoz               | Segunda División      | 8           | 0           | 3               | 0               | -                 | -                 | -                              | -                              | -                              | 11    | 0     |
| 1999-2000             | Lille OSC             | Division 2            | 34          | 2           | 1               | 0               | -                 | -                 | -                              | -                              | -                              | 35    | 2     |
| 2000-2001             | Lille OSC             | Division 1            | 29          | 1           | 1               | 0               | -                 | -                 | -                              | -                              | -                              | 30    | 1     |
| 2001-2002             | Lille OSC             | Division 1            | 23          | 0           | -               | -               | -                 | -                 | C1+C3                          | 9                              | 0                              | 32    | 0     |
| 2002-2003             | Lille OSC             | Ligue 1               | 27          | 0           | 1               | 0               | 2                 | 0                 | CI+C3                          | 5                              | 2                              | 35    | 2     |
| 2003-2004             | Le Mans UC            | Ligue 1               | 24          | 2           | 2               | 0               | -                 | -                 | -                              | -                              | -                              | 26    | 2     |
| 2004-jan 2005         | Le Mans UC            | Ligue 2               | 10          | 0           | 1               | 0               | 1                 | 0                 | -                              | -                              | -                              | 12    | 0     |
| jan 2005-2005         | Pontevedra            | Segunda División      | 16          | 1           | -               | -               | -                 | -                 | -                              | -                              | -                              | 16    | 1     |
| 2005-2006             | Ethnikós              | Nationale 2           | -           | -           | -               | -               | -                 | -                 | -                              | -                              | -                              | 0     | 0     |
| 2006-2007             | Extremadura           | Segunda-B             | 26          | 3           | -               | -               | -                 | -                 | -                              | -                              | -                              | 26    | 3     |
| 2007-2008             | Badajoz               | Tercera división      | -           | -           | -               | -               | -                 | -                 | -                              | -                              | -                              | 0     | 0     |
| Total sur la carrière | Total sur la carrière | Total sur la carrière | 224         | 9           | 9               | 0               | 3                 | 0                 | -                              | 14                             | 2                              | 250   | 11    |

## Palmarès
- Champion de France de D2 en 2000 avec le Lille OSC
- Finaliste de la Coupe Intertoto en 2002 avec le Lille OSC